# Latîșivka, Putîvl
Latîșivka (în ucraineană Латишівка) este un sat în comuna Zinove din raionul Putîvl, regiunea Sumî, Ucraina.

## Demografie
Componența lingvistică a localității Latîșivka
     Ucraineană (72,22%)
     Rusă (27,78%)
Conform recensământului din 2001, majoritatea populației localității Latîșivka era vorbitoare de ucraineană (72,22%), existând în minoritate și vorbitori de rusă (27,78%).